# Vale of Leven FC
Vale of Leven FC is een Schotse voetbalclub uit Alexandria in West Dunbartonshire. De huidige club speelt alleen op jeugdniveau maar in lang vervlogen tijden was er ook een seniorenafdeling. Thuisstadion is Millburn Park

## Senior
Het originele Vale of Leven was een sterke club in de begindagen van het Schotse voetbal, de club haalde 3 keer de beker binnen achter elkaar en versloeg in de finale 2 keer de Rangers en één keer Third Lanark. Er werden 2 seizoenen in de hoogste klasse doorgebracht en 13 seizoenen in de 2de klasse. Na een economische depressie in West Dumbartonshire verdween de club. 

## Junior
De juniorafdeling werd in 1939 opgericht en heeft in feite niets te maken met de oude club. Maar er zijn verschillende juniorclubs die een voortzetting zijn van een seniorclub die opgeheven werd door financiële problemen (Arthurlie FC, Port Glasgow Athletic, Beith, Larkhall Royal Albert). 

## Erelijst
- Scottish Cup
  - 1877, 1878 en 1879